# František Geršl
František Geršl (1. února 1877 Cetkovice – 9. dubna 1952) byl československý politik a meziválečný poslanec Národního shromáždění za Československou sociálně demokratickou stranu dělnickou a včelař.

## Biografie
Vyučil se krejčím a od mládí se angažoval v odborovém hnutí. 14. října 1918 byl aaktérem demonstrace v Prostějově, na které byla vyhlášena samostatnost. Řídil zde stavební družstvo a krejčovské družstvo (Prvoděv). Jeho zálibou bylo včelaření a to i na družstevní bázi. Působil coby předseda Prostějovsko-plumlovského okresního včelařského spolku a byl aktivní v Zemském včelařském ústředí moravském. V této činnosti pokračoval i během druhé světové války. V letech 1943-1945 byl vězněn nacisty.
V parlamentních volbách v roce 1920 se stal poslancem Národního shromáždění. V parlamentních volbách v roce 1925 mandát obhájil. Podle údajů k roku 1925 byl profesí tajemníkem v Prostějově. Po válce obnovoval včelařské družstvo, jehož představenstvo musel po únorovém převratu roku 1948 opustit.
Zemřel roku 1952. Byl pohřben na prostějovském městském hřbitově.